# Zakrzewo (powiat działdowski)
Zakrzewo – (niem. Polnisch Sakrau, od 3 lutego 1890 r. przemianowany na Königshagen; występuje także pod nazwami Pawlin, Paulin, Sackrszeh an der Dzialdowke, Sackeraw w 1409 r.) wieś w Polsce położona w województwie warmińsko-mazurskim, w powiecie działdowskim, w gminie Działdowo. W latach 1975–1998 miejscowość należała administracyjnie do województwa ciechanowskiego.

## Historia
Wieś lokowana w 1371 roku, kiedy to wielki mistrz Winrych von Kniprode nadał Piotrowi i Nikoszowi 12 włók na prawie chełmińskim oraz Marcinkowi i Maćkowi po 12 włók na prawie chełmińskim w Pawlinie. W tym samym roku pomiary wykazały 8 włók nadwyżki. Ziemię tę podzielono między Piotra, Nikosza i Marcinka. W kolejnym przywileju wieś figuruje już pod nazwą Zakrzewo. W 1405 r. komtur ostródzki Fryderyk von Zollern nadał 15 morgów ziemi, położonej nad Działdówką (od Zakrzewa aż do granic wsi Gnojno i Gruszka), Hanuszowi z Kozłowa.
W XVII wieku we wsi mieszkały rodziny Rejtanów, Pielgrzymskich i Przyciszewskich.